# Tóth Lőrinc
Tóth Lőrinc (Rév-Komárom, 1814. december 17. – Budapest, 1903. március 17.) okleveles ügyvéd, kúriai elnök, drámaíró, szakíró; a Magyar Tudományos Akadémia, a Kisfaludy Társaság, a Petőfi Társaság, valamint a Fővárosi törvényhatósági bizottság virilista tagja. Testvére dédunokája Tóth Béla szobrászművész.

## Pályája
Tóth János lelkész és Szabó Éva (1795-1859) fia. Tanulmányait Komáromban, a német nyelv tanulását a pozsonyi királyi akadémián, a jogot pedig a pesti egyetemen végezte, közben a francia és az angol nyelvet is elsajátította. 1838-ban tette le az ügyvédi, 1841-ben a váltóügyvédi vizsgát, azonban majdnem kizárólag a királyi táblai gyakorlatra szorítkozott s főúri családok és nagyobb uradalmak jogászaként dolgozott. 1839 tavaszán barátja, Gorove István későbbi miniszter társaságában hosszabb nyugat-európai utazásra ment. Különösen tanulmányozta az esküdtszékeket és a börtönrendszereket, látogatta a parlamenti üléseket, a törvényszéki tárgyalásokat.
Kiváló jogi felkészültségével hamar magára vonta kortársai figyelmét. Jelen volt az 1840–41. és az 1843–45. évi pozsonyi országgyűléseken mint Batthyány Kázmér gróf jogtanácsosa, s távollevő főrendek képviselője, külföldi követségek és a Jelenkor és a Kossuth Lajos által szerkesztett Pesti Hírlap országgyűlési tudósítója, mely célra egész irodát tartott, s mint a Hajnik Károly gyorsíró által szerkesztett főrendiházi napló revizora nyelvi tekintetben. Ugyanekkor a Batthyány Kázmér gróf elnöksége és Kossuth Lajos igazgatása alatti magyar védegyletnek titkára, s a zsurnalisztikában a megtámadásokkal szembeni védelmezője volt. Majd minden akkori nemzeti, humanitárius és kulturális vállalatnak, a gazdasági egyesületnek, az iparegyesületnek, kisdedóvó-egyesületnek, szegénygyermekkórháznak, rabsegélyező, gyermekvédő, közművelődési, képzőművészeti, kertészeti stb. egyesületeknek évtizedeken át igazgatóválasztmányi tagja, s szorgalmas munkása és terjesztője volt.
1847-ben Breznóbánya városa választotta meg pozsonyi országgyülési képviselőjének, s mint ilyen többször szólalt fel radikális-szabadelvű szellemben, különösen a királyi városok országgyűlési szavazati jogának kérésében. 1848 tavaszán tagja volt a bécsi nagy küldöttségnek, mely az akkori nagy reformokat: a nép felszabadítását, a jobbágyság eltörlését, a felelős miniszteri kormányformát, az országgyűlésnek, azontúl már parlamentnek, Pestre áthelyezését István nádor főherceg, Batthyány Lajos gróf és Kossuth Lajos vezetése alatt kivívta és a pozsonyi országgyűlésre meghozta. A magyar felelős minisztérium megalakulása után szülővárosa, Révkomárom választotta meg a pesti parlamentbe képviselőjévé, ahol mindenkor és azután is Deák Ferenc igazságügyi miniszter őt hívta meg elnöki titkárává, osztálytanácsosi ranggal, mely hivatalában 1848. április 15-étől fogva az ország fővárosából menekülő parlamentnek Debrecenbe áttételéig megmaradt, s mint ilyen a honvédelmi bizottmánynak egyik jegyzője volt. Debrecenben, Vukovics Sebő minisztériumában osztályvezető tanácsos és államtitkári helyettes volt. Deák Ferenc minisztériumában Szalay László kodifikácionális osztályfőnök mellett ilyen munkálatokban vett részt és többek között ő dolgozta ki francia minták után, a sajtó-esküdtszéki eljárás szabályait, s több reformjavaslatot, melyek akkor létre nem jöhettek. Debrecenben a mérsékeltebb politikai nézetekhez csatlakozott; az országgyűlést, Buda visszafoglalása után, Pestre s innét Szegedre és Aradra követte.
A világosi fegyverletétel után egy ideig barátainál a Tisza vidékén tartózkodott, azonban Pesten hagyott családjánál tett látogatása alkalmával elfogták, az Újépületbe zárták és halálra ítélték. Utóbb társaival együtt felmentették, kiszabadulása után rendőri felügyelet alá került. Az akadémia pénztárnoka lett, emellett jogirodalommal, folyóiratok szerkesztésével foglalkozott. Egyik alapítója a magyar földhitelintézetnek, alapítója és egy évtizedig jogtanácsosa az első magyar általános biztosítótársaságnak. Az 1865–1868. évi parlamentbe Fehér vármegye választotta meg képviselőjévé és tagja volt a 67-es bizottmánynak. 1867. március 15-től kezdve miniszteri tanácsos és az első (kodifikáló) osztály főnöke lett Horvát Boldizsár igazságügy-minisztériumában, s e kinevezés után új választás alá vetvén magát, 1868-ban a csákvári kerület újból megválasztotta képviselőjének, s ez maradt 1869. június 1-ig, amikor a felállított semmítőszék birájává nevezték ki, s a bírói hivatallal összeférhetetlen képviselőséget letette.
A semmítőszék megszüntetése után a Kúria büntetőosztályára osztották be, ahol rangidős bíróként gyakran elnökölt és a sajtóügyeket referálta. 1883. december 1-től 1894 szeptemberéig a Kúria tanácselnöke volt, ekkor megromlott látása miatt nyugalomba vonult. 1895-ben a főrendiház élethossziglani tagjává neveztetett ki.

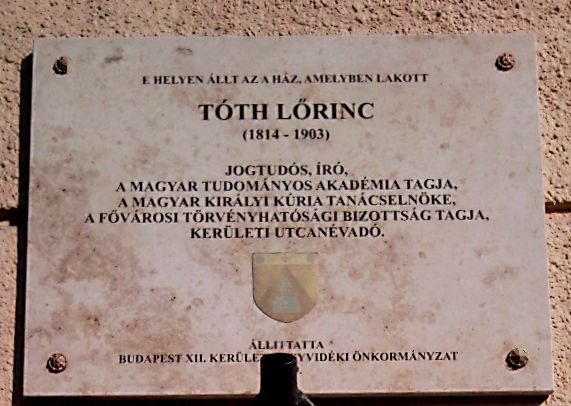
Emléktáblája Budapesten, a Városmajor utca 59. számú ház falán.

1836-tól a Magyar Tudományos Akadémia levelező tagja, az Akadémia helyreállítása után, 1858 decemberétől rendes tagja. A Kisfaludy Társaságnak legelső titkára volt, a társaság 1901-ben ünnepelte meg hatvanéves írói jubileumát. 1880. május 29-én a Ferenc József-rend csillagos keresztjével tüntették ki, és a budapesti egyetem évszázados ünnepén tiszteleti jogi doktori oklevéllel ismerte el.
Jogi munkáin kívül számos költeményt, novellát, útitárcát, életrajzot és színművet írt. Cikkeit és összes munkáit az MTA Almanachja sorolja fel (1896. 166-174. l.). Számos cikket írt többek között az Ujabbkori Ismeretek Tárába (1850.) és folytatásába, a Jelenkor című enciklopédiába és A Pallas nagy lexikonába (száznál többet). Részt vett Werbőczy Hármas könyvének 1844. évi és a Corpus Jurisnak 1895. évi fordításában (I. Lipót és III. Károly törvényei).
Neje Kandó Zsófia volt.

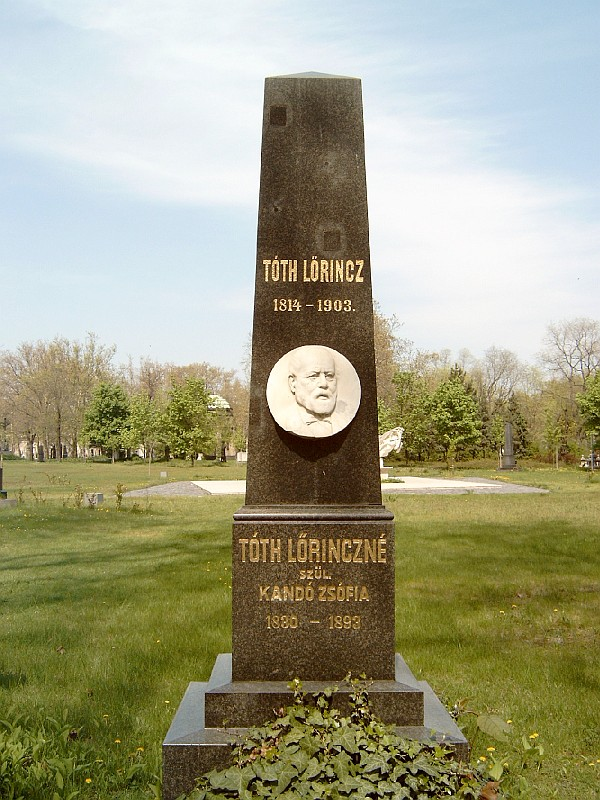
Tóth Lőrinc sírja a Fiumei úti sírkertben

Emlékét 1912 óta Budán, a XII. kerületben a Tóth Lőrinc utca őrzi.

## Munkái
- Néh. Imre János ur, a magyar kir. tud. egyetemnél a bölcselkedés tanítója ... sírjánál keseregnek bús tanítványai, a bölcselkedés másodévi hallgatói 1832-ben. Pest. (Óda).
- Átok, drámai költemény előjátékkal 3 szakaszban. Buda, 1835. (Eredeti Játékszín 4 felv. A m. tud. Akadémia által jutalommal kitüntetve).
- Vata. Történeti dr. 4 felv. Pest, 1836. (M. történeti színműveinek I. kötete).
- Ekebontó Borbála; szomj. 4. felv. Buda, 1836. (Eredeti Játékszín 6. Az Akadémia által jutalommal kitüntetett pályamű. Előadták Budán 1836. márc. 19.).
- Szívhangok. Uo. (1838. Versgyűjtemény.)
- Az atyátlan; szomj. 5 felv. Uo. 1839. (Eredeti Játékszín 7. akadémiai jutalommal kitüntetve).
- Olympia. Drámai pályavirágok. Pest, 1839. (Ronow Ágnes, tört. dr. 3 szak. és Alkonyatkor, bohózat 3 felv.).
- Hunyadi László. Tört. szomj. 5 felv. Buda, 1839. (Eredeti Játékszín 16. Akadémiától 100 arany jutalmat nyert pályamű).
- Rágalom iskolája, vígj. 5 felv. Scheri-Brinsley Richard után angolból ford. Uo. 1839. (Külföldi Játékszín 16. Előadták Pesten márc. 1., 31.).
- A kénytelen király. vígj. 2 felv. Pest, 1840. (Nagy Ignác Színműtára II. köt. Először Pesten 1839. nov. 1.).
- Úti tárca. Pest, 1844. hat kötet. (I. Déli Németföld. II. Rajnai út. III. Schweiz. IV. Németalföld és Belgium. V. Brittföld. VI. Páris).
- Ügyvédi állapotok. Pozsony, 1848. (Országgyűlési röpirat).
- Eszmék a magyar tudományosság, akadémia s iskolaügy körül. Uo. 1848. (Röpirat a pozsonyi országgyűlésen).
- Uti novellák. Pest, 1851. (Új és folyóiratokban megjelent 7 eredeti és 2 fordított beszély).
- Az ősiség és egyéb birtokviszonyokat rendező 1852. nov. 29. nyilt parancs ismertetése s magyarázata. Uo. 1853. (2. átdolg. kiadás. Uo. 1854. Az Akadémiánál Marczibányi jutalmat nyert. Németül: ford. Görgey István. Pest, 1853.).
- Az ausztriai polgári perrendtartás. Uo. 1853.
- Példánytár; törvénykezési irománypéldák gyűjteménye. Uo. 1853.
- Az örökjog szövege jegyzetekkel. Uo. 1853. (Új Törvénytár III.).
- Örökösödés az ausztriai ált. törvénykönyv szerint, nevezetesen végrendeletekről és a hagyatékok tárgyalásáról, örökösödésrendi táblával s irománypéldákkal felvilágosítva. Uo. 1854.
- Elméleti és gyakorlati útmutató úrbéri ügyekben. Uo. 1856. (Az Akadémiánál dicsérettel kitüntetve. Ism. M. Sajtó 135., 136., 152. sz.).
- Magyar írók arcképei és életrajzai. Uo. 1858. (40 író rövid élet- és jellemrajza; előbb a Vasárnapi Ujságban közölve).
- A párbaj. Akadémiai értekezés. Uo. 1865.
- Zádor György m. akadémiai tag emlékezete. Uo. 1869. (Értekezések a társ. tud. köréből I. 9.).
- Szemle a magyar jogászgyűlések munkássága s eredményei felett. Uo. 1872. (Értekezések a társ. tud. köréből II. 5.).
- Felsőbüki Nagy Pál emlékezete. Bpest, 1874. (Értekezések a tört. tud. köréből III. 8.).
- A szóbeliség, közvetlenség és nyilvánosság rendszere a polgári törvénykezésben magyar szempontból. Uo. 1876. (Értek. a társ. tud. kör. IV. 3.).
- Emlékbeszéd hódosi és kisdiói Sina Simon felett. Uo. 1876. (Értek. a társ. tud. kör. IV. 4.).
- Bertha Sándor emlékezete. Uo. 1877. (Értek. a társ. tud. kör. IV. 8.).
- Emlékbeszéd ... Fogarasi János r. tag felett. Uo. 1879. (Ért. a társ. tud. kör V. 7.).
- Emlékezés Zlinszky Imre I. tagra. Uo. 1881. (Ért. a társ. tud. kör. VI. 11.).
- Kormányformák az újkori társadalmakban. Írta Laveleye Emil. Ford. s előszóval és jegyzetekkel ellátta. Uo. 1881. (M. tud. Akadémia Könyvkiadó Vállalata III. sorozat).
- Méhek. Epigrammok. Xeniák. Apró életképek és szatirák. Uo. 1882. Irói föllépésem 50. éve alkalmából nagy részben régi dolgozatok).
- Sötét időkből. Beszélyek. Uo. (1882. M. Könyvesház 105., 106. XI. folyam 5., 6. Badics Ferenc előszavával. Először a 30-as és 40-es évek folyóirataiban ... ezentúl 3. kiadásban, 2-szor «Uti novellái» c. 1851.).
- A magyar felsőház reformja. Uo. 1882. (Ért. a társ. tud. kör. VII. 4.).
- Emlékbeszéd Zsivora György felett. Uo. 1885. (Emlékbeszédek II. 7.).
- Fegyházi tanulmányok. I. Az illavai fegyház. Uo. 1885. (Értekezések a társ. tud. kör. VIII. 2.).
- Emlékezések a nemzetközi börtönügyi congressusra Rómában 1885. nov. 16-24. Uo. 1886. (Értek. a társ. tud. kör. VIII. 8.).
- A nők joga. Írta Gide Pál, ford. Uo. 1886. Két kötet. (A m. tud. Akadémia Könyvkiadó Vállalata).
- Berryer válogatott törvényszéki beszédei. Ford. Berryer élet- és jellemrajzával és zárszóval. Uo. 1887. (M. tudom. Akadémia Könyvkiadó Vállalata).
- Emlékbeszéd Zsoldos Ignác felett. Uo. 1887. (Emlékbeszédek IV. 1.).
- Emlékbeszéd Tanárky Gedeon felett. Uo. 1888. (Emlékbeszédek V. 2.).
- Fegyházi tanulmányok. A rab munka. Uo. 1888. (Ért. a társ. tud. kör IX. 6.).
- A visszaesés okairól és óvszereiről. Uo. 1889. (Ért. a társ. tud. kör. X. 4.).
- Emlékbeszéd Ökröss Bálint felett. Uo. 1890. (Emlékbeszédek VI. 2.).
- Rövid tartalmu szabadságvesztés-büntetések és a föltételes elítélés. Uo. 1891. (Értek. a társ. tud. kör XI. 4.).
- Emlékbeszéd Vajkay Károlyról. Uo. 1894. (Emlékbeszédek VIII. 7.).

### Kéziratban
A méreg, vígj. 2 felv. versekben; Mária Terézia essay (mutatvány a M. Salonban V. 1886. Mária Terézia házi életéből c.); Szilágyi Erzsébet, tört. rajz; Népnevelési törvényjavaslat alapelvei (1840-ből); Értekezés az öngyilkosságról; Emlékek és koszorúk. (Visszaemlékezések. Előkészületek a kir. Kuria történetéhez); A bírói függetlenségről; Voltaire szünnapjai, vígj. 2 felv. franciából ford. (előadatott először Pesten 1839. nov. 7.) és A rágalom, vígj. 5 felv. Scribe után ford.